# Loch Mcness
Loch McNess är en sjö i Australien.   Den ligger i delstaten Western Australia, i den västra delen av landet, 3 100 km väster om huvudstaden Canberra. Loch Mcness ligger 10 meter över havet.
Runt Loch McNess är det ganska glesbefolkat, med 34 invånare per kvadratkilometer.